# Tilly Devine
Tilly Devine (Londen, 8 september 1900 – Sydney, 24 november 1970) was een Australische madam en onderwereldfiguur.

## Vroege leven
Devine werd in 1900 in de Londense wijk Camberwell geboren. Ze was de dochter van Edward Twiss, een metser, en diens echtgenote Alice Tubb. Op haar twaalfde verliet ze de schoolbanken en ging in de fabriek werken. Ambitieus, knap en jong werd Devine vervolgens tippelaarster op de West End. Op 12 augustus 1917 huwde ze James Edward Joseph Devine, een Australische ex-soldaat en voormalig schapenscheerder. Hij keerde in 1919 terug naar Australië en zij reisde hem achterna aan boord van de Waimana. Devine arriveerde op 13 januari 1920 in Sydney.

## Misdaadcarrière
Jim Devine begon een autoverhuurbedrijfje. Hij fungeerde als lijfwacht, chauffeur en vluchtautobestuurder voor Devine die als prostitué aan de slag ging. Op die manier kon ze onafhankelijk van de onderwereld opereren. Ze werd daardoor wel regelmatig aangehouden. Tussen 1921 en 1925 werd ze negenenzeventig keer voor aan prostitutie gerelateerde aanklachten gearresteerd. In mei 1925 belandde Devine voor twee jaar in de gevangenis  vanwege het met een scheermesje kwaadwillig verwonden van een man in een barbierszaak.
In de late jaren 1920 vestigde Devine zich als madam dankzij een wet die mannen verbood bordelen uit te baten. In de jaren 1930 werd ze minder maar voor zwaardere feiten gearresteerd. Devine belandde verschillende keren in de gevangenis en werd een jaar naar Engeland verbannen. Aan de vooravond van de Tweede Wereldoorlog floreerden haar zaken. Devine had een hele reeks bordelen in Palmer Street in Woolloomooloo, in Surry Hills, in Darlinghurst en in Paddington. Met haar rivale Kate Leigh profiteerde ze van de verhoogde vraag naar bordeeldiensten door de aanwezigheid van Amerikaanse militairen. Ze organiseerde dure feesten en doneerde rijkelijk ten voordele van de oorlogsinspanningen en andere goede doelen.
In augustus 1943 scheidde ze van Jim Devine omdat hij haar almaar meer mishandelde en ze hem niet meer voor bescherming nodig had. Op 19 mei 1945 hertrouwde ze met Eric Parsons, een zeeman. In 1953 reisde ze naar Londen voor de kroning van Elizabeth II. Devine diende in de naoorlogse periode nog geregeld voor de rechtbank te verschijnen. In oktober 1955 diende ze $ 20.000 aan achterstallige belasting te betalen. Tegen 1959 schoot er nog een bordeel van haar imperium over. Ze runde haar bordeel in Palmer Street nog tot 1968. Het diende de deuren te sluiten nadat een nieuwe generatie criminelen het in brand had gestoken.

## Nalatenschap
Op 24 november 1970, nadat ze al twintig jaar aan chronische bronchitis leed, stierf Devine, in armoedige omstandigheden, aan kanker. Devine's twee kinderen uit haar eerste huwelijk waren haar reeds voorgegaan. De nalatenschap ging onder meer naar haar geadopteerde zoon uit haar tweede huwelijk.
Tilly Devine werd een legende. Peter Kenna baseerde het toneelstuk The Slaughter of St Teresa's Day op haar leven. Het toneelstuk werd later verfilmd. Het lied Miss Divine van van de Australische rockband Icehouse gaat over haar.
In 2011 werd de vete tussen Tilly Devine en Kate Leigh in de televisieserie 'Underbelly: Razor' vereeuwigd.